# Is This the World We Created...?
"Is This the World We Created...?" é uma canção da banda britânica de rock Queen, que foi originalmente lançada no seu décimo primeiro álbum de estúdio The Works em 1984.
A música foi tocada em todos os shows do Queen desde 1984 até 1986. Foi parte do final do show no Live Aid em 1985. É a mais curta mas uma das mais famosas músicas do álbum The Works.

## Visão geral
"Is This the World We Created...?" foi escrito em Munich após o vocalista Freddie Mercury e o guitarrista Brian May assistirem as notícias sobre a pobreza na África. Mercury escreveu grande parte da letra e May escreveu os acordes e pequena parte da letra.
A música foi gravada com uma guitarra Ovation mas ao vivo Brian usou o violão Gibson do baterista Roger Taylor de cordas de nylon CE. Um piano foi usado enquanto a música era gravada, mas não incluiram o instrumento no final. Inicialmente, uma composição de Mercury, "There Must Be More to Life Than This" (que estava presente desde Hot Space mas terminou em seu álbum solo, Mr. Bad Guy) era prevista para ser a última faixa do álbum. A música foi escrita na tonalidade de si menor.
A música foi tocada no Live Aid como parte do encore, com instrumentos adicionais, arranjos na parte final e mudanças também estavam presentes na linha vocal. Um mês depois da sua aparição no Live Aid, "Is This the World We Created…?" foi uma contribuição do Queen para a compilação de vários artistas: Greenpeace - The Album.

## Autores
- Freddie Mercury – vocal
- Brian May – guitarra acústica